# اچ‌ام‌اس سورن (۱۶۹۵)
اچ‌ام‌اس سورن (۱۶۹۵) (به انگلیسی: HMS Severn (1695)) یک کشتی است که طول آن ۱۳۱ فوت ۳ اینچ (۴۰٫۰ متر) می‌باشد.